# Leucania rudis
Leucania rudis là một loài bướm đêm trong họ Noctuidae.